# 进行曲
进行曲（英語：March），又稱行进曲，是一种具有强烈的音乐节奏的音乐形式。最初是为军队的战斗生活所创，用以鼓舞军队的士气，后来也被人们用来表达集体的力量和共同的决心。通常由军乐队所演奏。

## 沿革
进行曲最常被使用拍号是4/4、2/2和6/8拍，一些现代的进行曲也使用了2/4拍。进行曲通常是演奏高音的音群。现代进行曲的速度是120BPM或116BPM（标准拿破仑进行曲速度），但是大多数出殡用的进行曲遵从罗马标准：60BPM。
除了乐器，拍号和速度以外，进行曲的音乐元素是独特的。进行曲一般由几个片断组成，长度通常为16或32个节拍，在前进的过程中至少重复一次。而且普遍有一个强壮和稳定的敲击的旋律，让人想起军鼓。频繁的改变音调，变调到次属音（也频繁的回到主音阶）。 
进行曲的速度是由拿破仑认定的，让他的军队可以快速前进而不至于摔倒。当一个人以每分钟60拍的速度行走时，会难于保持平衡，因为脚停留在空中的时间是普通人的两倍。
進行曲原本是欧洲國家依照其定義與用途創作的，東亞國家为加強軍事機動及提高军心士氣，也会依照其旋律，配上本民族的音樂元素，制作属于自己的军歌。例如中國大陸的义勇军进行曲、日本的軍艦進行曲等。東亞國家的進行曲有不少首，旋律不跟隨西方音樂模式，而是以東方傳統音樂風格呈現，例如中華人民共和國的軍歌《團結就是力量》、中華民國的《團結力量大》等。有些進行曲甚至有原住民或南亞民族色彩，例如臺灣原住民的《出草歌》、大部分越南的軍歌等。
進行曲的應用性不僅在於軍隊行進，由於其強烈的節奏感，常被廣泛應用於中国學校當中，用以提振精神，強固團體群性與鬥志。

## K-POP
K-POP中的進行曲，起初多是因為迷因進而一炮而紅的，其承襲了原本具有强烈的音乐节奏的音乐形式外，再加上一些吸睛，或是被視為Killing part的動作，通常出現於由ZICO〈Any Song〉所引領起的Dance Challenge（簡稱Cha）中。著名的進行曲如：〈李羲承進行曲〉、〈IAN進行曲〉、〈崔然竣進行曲〉。
〈李羲承進行曲〉為2025年2月某次的演唱會上，李羲承於舞臺上的某段舞蹈動作，被網友改配上了Max Oazo的〈Once Upon a Time〉後，沒想到竟讓眾人覺得意外地合，遂引起不少人開始跟著Cha這首歌曲，而在2025年2月17日，本人則正式的Cha了這首〈李羲承進行曲〉。2025年6月12日，團體ENHYPEN帶著《DESIRE:UNLEASH》上M Countdown接受採訪時，李羲承與主持人明宰鉉一同以團體的〈Bills〉，再次詮釋了〈李羲承進行曲〉。
〈IAN進行曲〉為Hearts2Hearts的成員IAN，於〈The Chase〉中的副歌部分，以俏皮又不失優雅的扭臀、將雙手背在身後，配上頭部和眼神巧妙地往後仰，使得這段動作又再度出圈，故因而引起不少人開始Cha這首歌曲。
〈崔然竣進行曲〉與〈李羲承進行曲〉一樣，原先皆為網友們所製作的。網友將2024 SBS 歌謠大戰中，崔然竣所跳的GGUM特別版編舞，配上了ATLXS的〈PASSO BEM SOLTO〉，造就了此首〈崔然竣進行曲〉。2025年6月15日，本人則正式Cha了這首歌曲。

## 另見
- 行军歌曲
- 古典音乐
- 向统帅致敬（美國）
- 總統進行曲（中華民國）
- 马赛曲（法国）
- 义勇军进行曲（中华人民共和国）

## 延伸閱讀
- Halman, Johannes and Robert Rojer. . Amsterdam: Broekmans and Van Poppel. 2008. （原始内容存档于2008-12-26）.*

## 外部連結
- Dr. Stephen Rhodes, podcast on history of the march